# Bouchon de bouteille
Pour les articles homonymes, voir Bouchon.

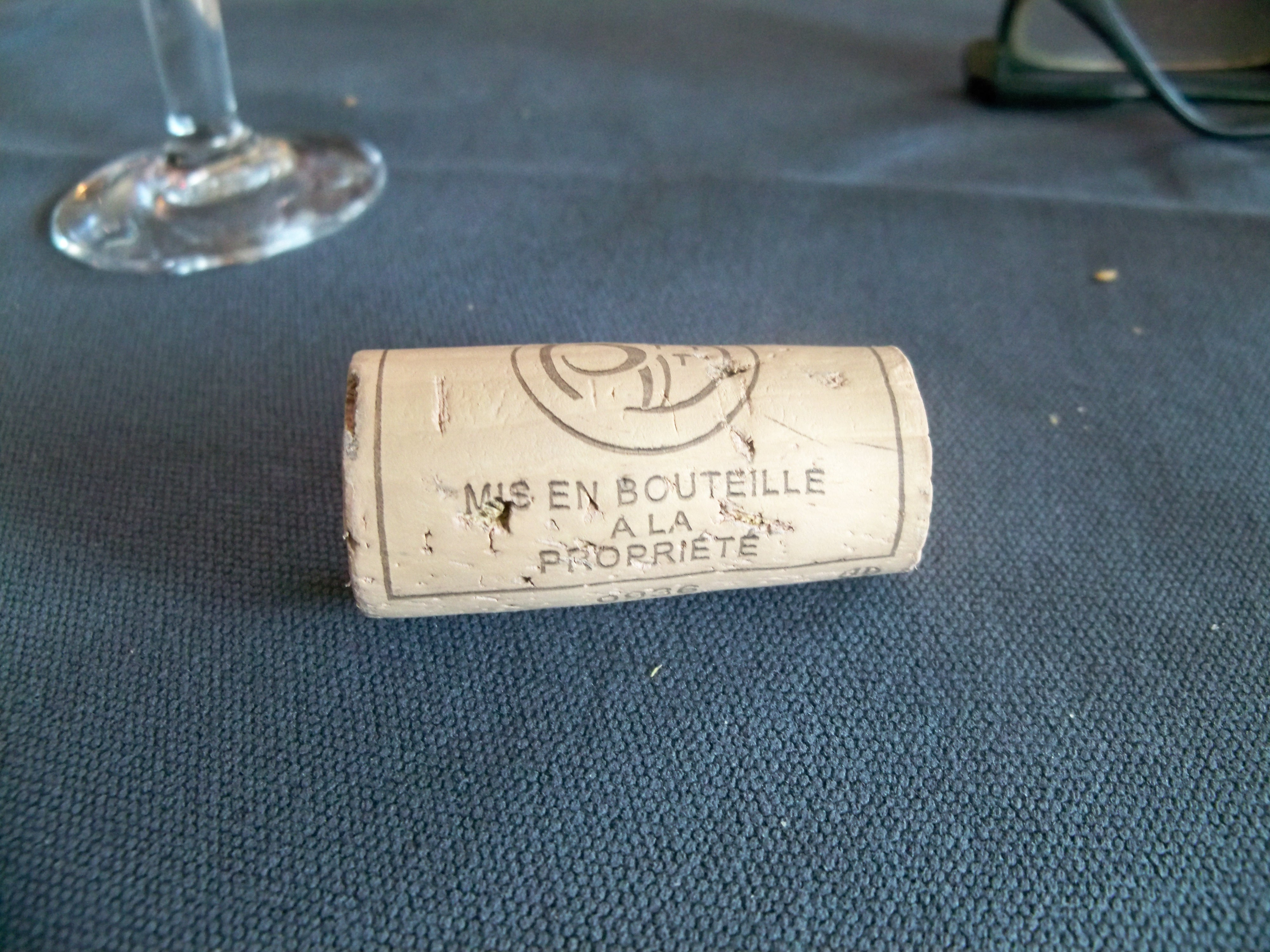
Bouchon en liège, pour bouteille de vin, indiquant une « mise en bouteille à la propriété ».

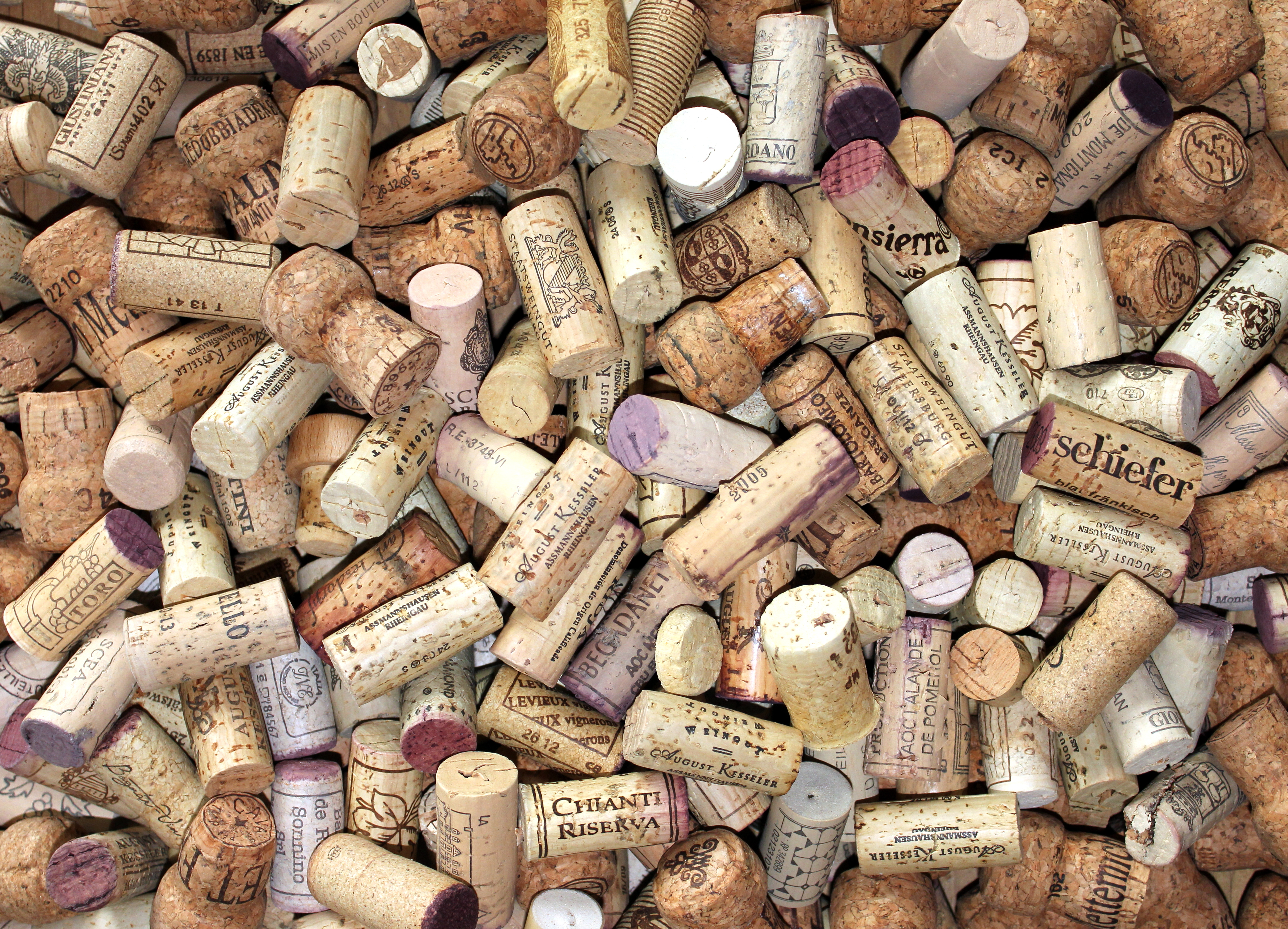
Bouchons en liège

Un bouchon est un accessoire fermant le volume de la bouteille pour éviter que le liquide contenu ne s'écoule ou ne s'évapore. Sur les 16 milliards de bouchons produits chaque année, 80 % sont en liège ; mais les bouchons à vis et les bouchons synthétiques prennent de plus en plus de place dans le marché mondial.
Les bouchons de champagne et de bière sont maintenus par un muselet et une capsule afin d'éviter que la pression interne de la bouteille ne les éjecte. Il en est de même pour le cidre et le vin mousseux.

## Bouchons de liège
Les bouchons de liège sont utilisés pour les bouteilles de vin, de vins de champagne, de cidre et de bière, mais aussi pour les bouchons à tête pour spiritueux (bouchons de liège naturel sur lequel est collée une tête réalisée dans un autre matériau : plastique, bois, métal, porcelaine, etc.).
Il existe plusieurs types de bouchons de liège :
- Pour le vin, on utilise de préférence des bouchons cylindriques pleins, c'est-à-dire composés de liège massif.
- Pour les bouteilles de bière ou les vins tranquilles, les bouchons peuvent être de liège aggloméré, fabriqué à partir de fragments de liège provenant de chutes de fabrication, les granulés de liège auxquels on ajoute une colle polyuréthane alimentaire étant pressés puis extrudés sous forme de bâtons coupés à la longueur souhaitée puis adaptés et chanfreinés par ponçage au diamètre définitif[2].
- Pour le champagne, le mousseux, la bière ou le cidre, les bouchons sont constitués d'une rondelle de liège naturel à la base, surmontée d'une tête en liège aggloméré (voir : bouchon de champagne). Leur forme est due à leur positionnement et à la forme de la bouteille.

### Histoire
Son usage était déjà connu des Grecs qui obstruaient les amphores avec du liège recouvert de plâtre ou de résine. Le bouchon de liège est ensuite éclipsé par une cheville de bois recouverte de tissu. Ce n'est que vers 1728 qu'il réapparaît au service des bouteilles de champagne. Le premier brevet du tire-bouchon, rendu nécessaire pour ouvrir les bouteilles ainsi bouchées, est déposé par Samuel Henshall en 1795.
En 2013 est recréé un bouchon en liège (microgranulés agglomérés) ne nécessitant pas de tire-bouchon. Le bouchon adapté au filetage intérieur spécifique du goulot de la bouteille fait qu'on peut l'enlever et le remettre à volonté.

### Propriétés

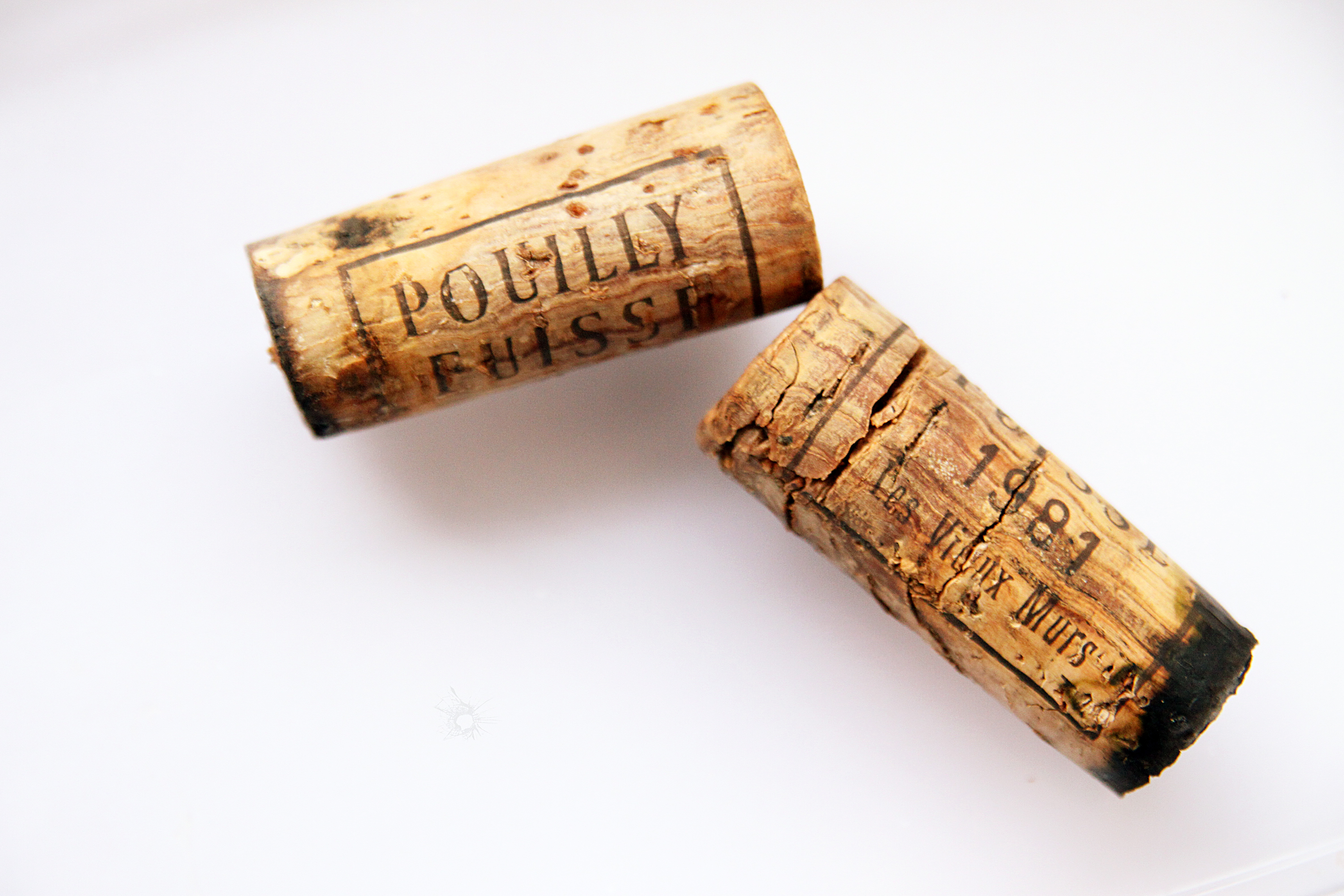
Bouchons en liège utilisés, avec marque de l'infiltration du vin le long de la bouteille.

Le liège est le matériau le plus communément utilisé pour les bouchons car il remplit plusieurs exigences. Il est étanche, souple et poreux à l'air. À la fois poumon et filtre, le bouchon de liège permet une circulation de gaz entre le vin et le milieu extérieur et assurerait, selon un mythe répandu, la micro-respiration du vin. Selon que cet échange est équilibré ou non, le vin vieillirait bien ou mal. Un bouchon court, poreux, permettrait des échanges faciles et activerait le vieillissement. Pour les grands vins que l'on veut conserver longtemps dans les meilleures conditions, on devrait employer des bouchons très longs, de première qualité. En réalité, le vin n’a pas besoin de cette micro-respiration par l'intermédiaire du bouchon pour bien évoluer par les processus d'oxydo-réduction. Les travaux de l’œnologue Émile Peynaud et du professeur Pascal Ribereau-Gayon ont montré dans les années 1960 que le vin évolue avec l’oxygène qu’il contient en lui (celui dissous dans l'alcool et celui contenu dans l'espace entre le haut du vin et le miroir du bouchon).

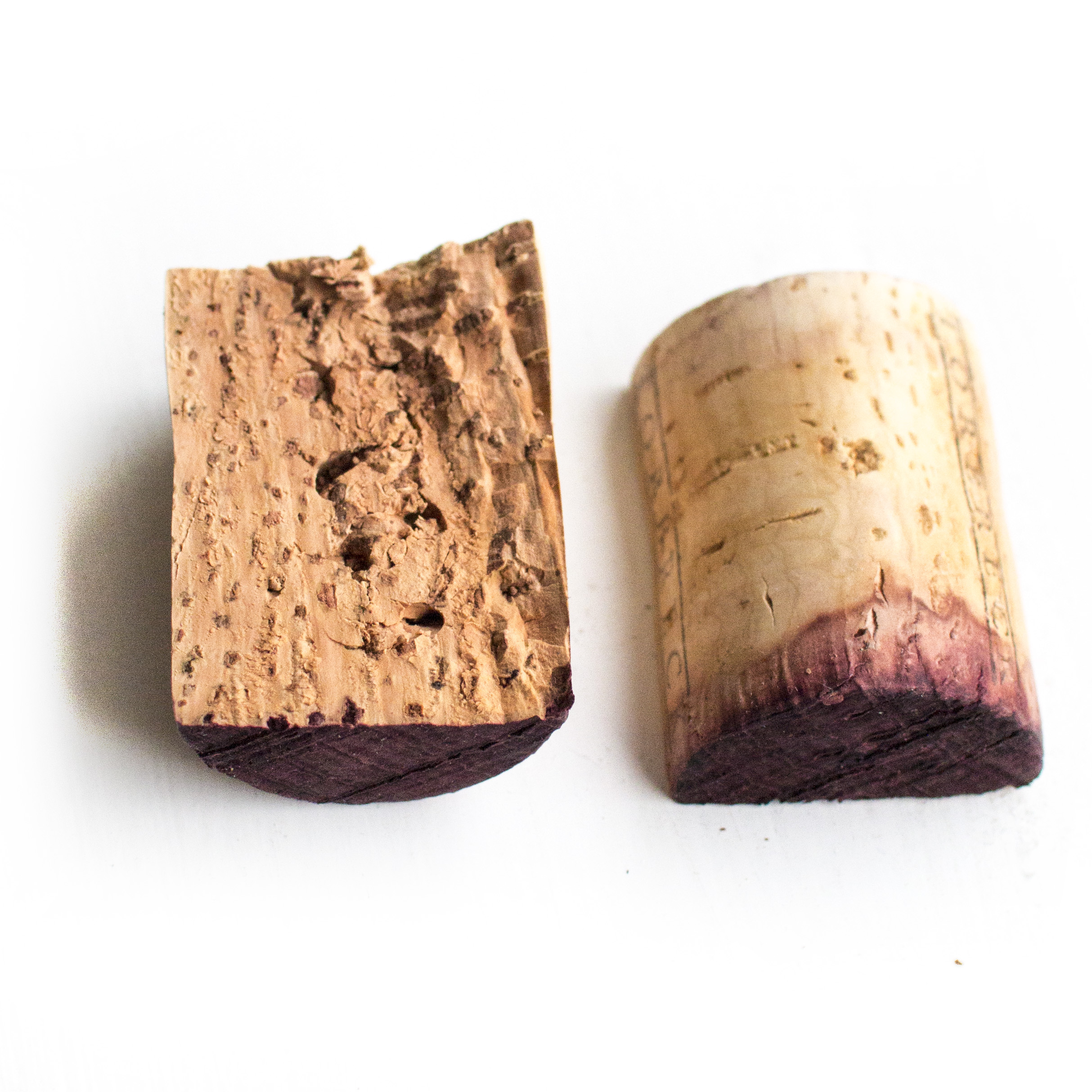
Le vin s'infiltre entre le col de la bouteille et le bouchon, mais peu à l'intérieur.

Par contre, la souplesse est une qualité primordiale du bouchon de liège. Ainsi, après avoir été comprimé lors du bouchage, il doit « regonfler » pour obturer le goulot de façon bien étanche. Les bouchons de Champagne sont maintenus par un fil métallique appelé muselet et une capsule afin d'éviter que la pression interne de la bouteille ne les éjecte. Il en est de même pour la bière, le cidre, le vin mousseux.

### Fabrication des bouchons en liège

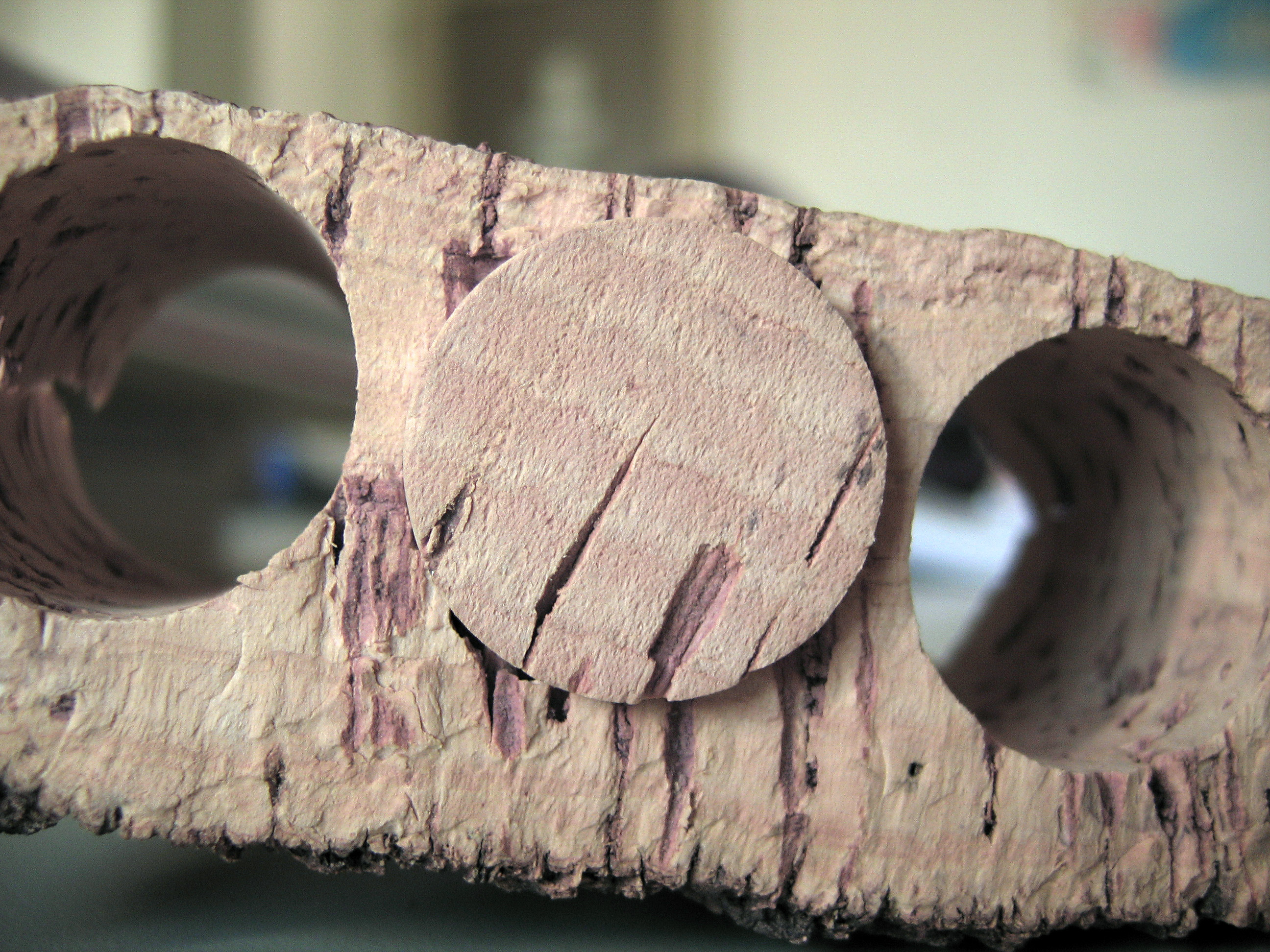
Planche de liège, avec un bouchon taillé à l'emporte-pièce.

#### Dimensions

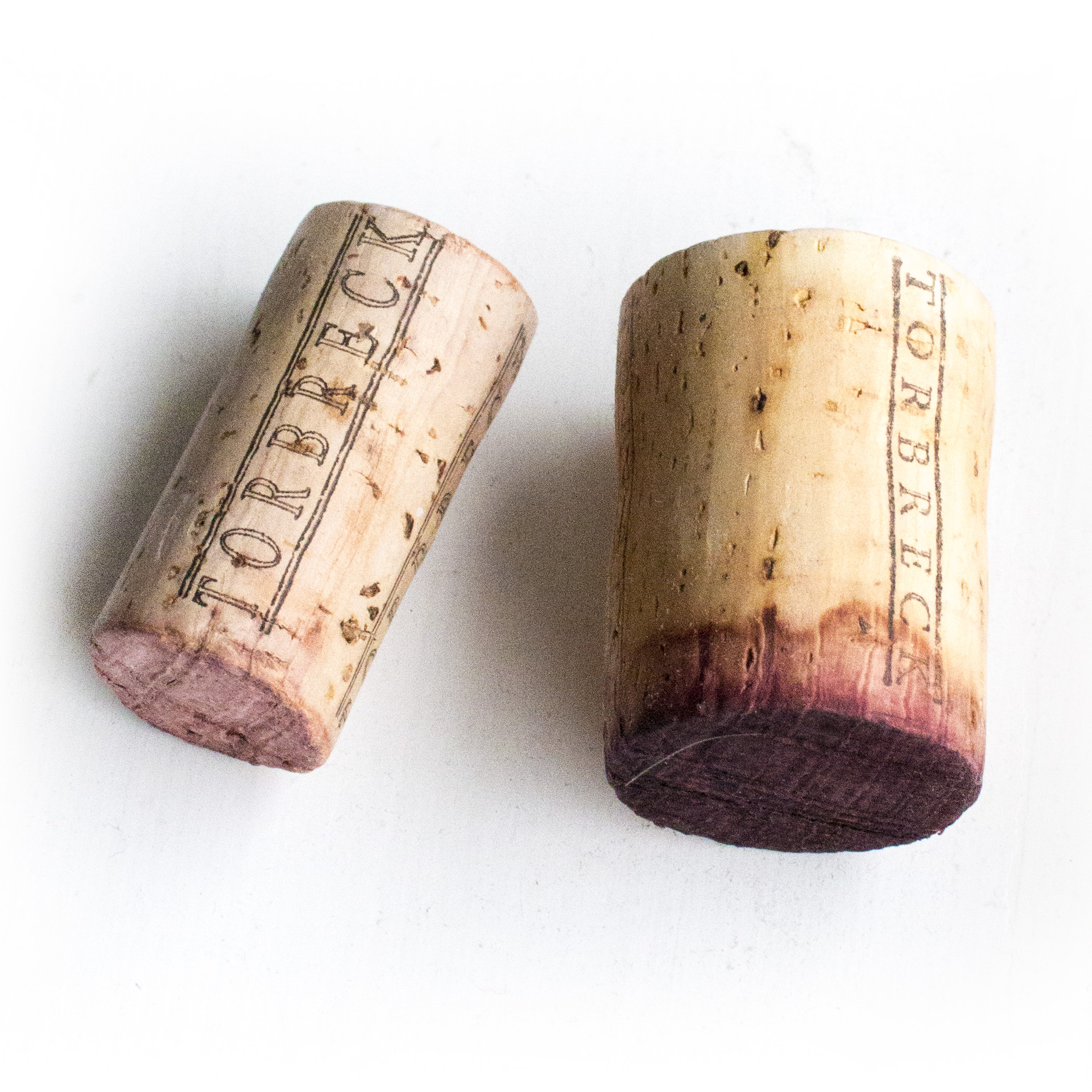
Bouchon de bouteille et bouchon de Jéroboam.

Le bouchon standard cylindrique présente, en France, des cotes de 49 ou 44 mm de longueur pour un diamètre de 24 mm après rectification. Ces dimensions varient selon les pays, ainsi en Italie on utilise communément des bouchons de 26 mm de diamètre qui garantissent une plus forte tenue dans le temps.

#### Bouillage
Les planches de liège sont bouillie dans de grandes cuves remplies d'eau pure à ébullition, pendant environ 1 heure. Cette opération permet de nettoyer les planches, d'en extraire les substances hydrosolubles (sels minéraux, tanins) et de les faire gonfler, ce qui facilite les étapes suivantes.

#### Tirage en bande
Les planches sont découpées transversalement en bandes ou lames dont la largeur est légèrement supérieure à la longueur des bouchons à fabriquer (par exemple lanières de 47 à 48 mm de hauteur pour fabriquer des bouchons de 45 mm). 

#### Tubage
Le tubage mécanique de la bande, perpendiculairement aux couches de croissance, est réalisé dans une tubeuse (machine automatique ou manuelle). Son emporte-pièce rotatif de diamètre légèrement supérieur à celui du bouchon demandé (25 mm pour fabriquer des bouchons de 24 mm), perfore la bande, au plus près du ventre, là où le grain du liège est le plus fin, découpant un cylindre de liège représentant un ébauchon. Le tubage ne s'effectue pas perpendiculairement à la bande, ce qui rendrait le bouchon trop poreux en raison de la présence de lenticelles, fins canaux bruns qui, en traversant radialement le liège, permettent les échanges gazeux entre l'intérieur de l'arbre et le milieu extérieur. Ces lenticelles qui constituent la macroporosité du liège, sont un des critères d'évaluation de la qualité de ce matériau (plus elles sont fines et rares, meilleure est la qualité du liège).

#### Rectification dimensionnelle
Cette opération mécanique de rognage des bouts et de ponçage du corps du bouchon (appelé roule) permet d'assurer les spécifications dimensionnelles (longueur et diamètre) du bouchon.

#### Triage
Cette opération effectuée par une machine optique, permet d'éliminer des bouchons porteurs de défauts (liège vert frais, tache jaune…), de séparer les bouchons en fonction de leur aspect visuel et de les classifier en catégories selon le nombre, la taille et la position des lenticelles et des imperfections d'aspect présents sur le corps du bouchon. 

#### Traitement
Les bouchons sont alors traités pour être nettoyés. C'est aussi une opération délicate car il ne doit pas subsister de résidu du produit de nettoyage, sous peine d'apparition ultérieure de goût faisant penser au goût de bouchon. Les bouchons peuvent ensuite être marqués du millésime du vin et du nom du producteur, sans que ceci ne relève par ailleurs de la moindre obligation légale. Puis, recouverts de paraffine et de silicone avant que les bouteilles soient bouchées.

### Liège technologique
Le Commissariat à l'énergie atomique a inventé une méthode afin de retirer le TCA (2,4,6-trichloroanisol) du liège et donc le risque de goût de bouchon du vin. Pour laver le TCA, ils utilisent du CO2 à l'état supercritique.

## Bouchons synthétiques
Les bouchons de liège ont deux désavantages : le risque de contamination par le TCA et le risque de couleuses (bouteilles dont le bouchon fuit). Les bouchons synthétiques évitent ces problèmes en respectant la perméabilité à l’oxygène qui laisse vieillir le vin. Ces bouchons peuvent toutefois mener le vin à s'oxyder et à prendre un goût de pétrole après dix-huit mois.

### Bouchon synthétique extrudé ou co-extrudé
Les bouchons extrudés sont fabriqués comme un spaghetti de 22 mm de diamètre qui est ensuite coupé afin d'obtenir des bouchons de longueur standard (ex. de 37 mm ou 43 mm). Ce type de bouchon a une structure cellulaire proche de celle du liège, que l'on peut contrôler au microscope pour vérifier l'homogénéité des cellules. Les bouchons co-extrudés ont une partie externe poreuse qui protège la structure cellulaire centrale et qui contribue à obtenir une élasticité parfaite. La technologie de l'extrusion permet d’obtenir des bouchons identiques. Par conséquent, la conservation du vin en bouteille est identique pour un même lot d’embouteillage. Une des matières premières utilisées pour la fabrication des bouchons co-extrudés est le polyéthylène.

### Bouchon injecté
Les bouchons injectés sont des mousses synthétiques coulées dans un moule, de ce fait ils ont une structure interne beaucoup moins homogène et les caractéristiques des bouchons sont beaucoup moins constantes qu'avec l'extrusion.

### Bouchon de type"Vinova"

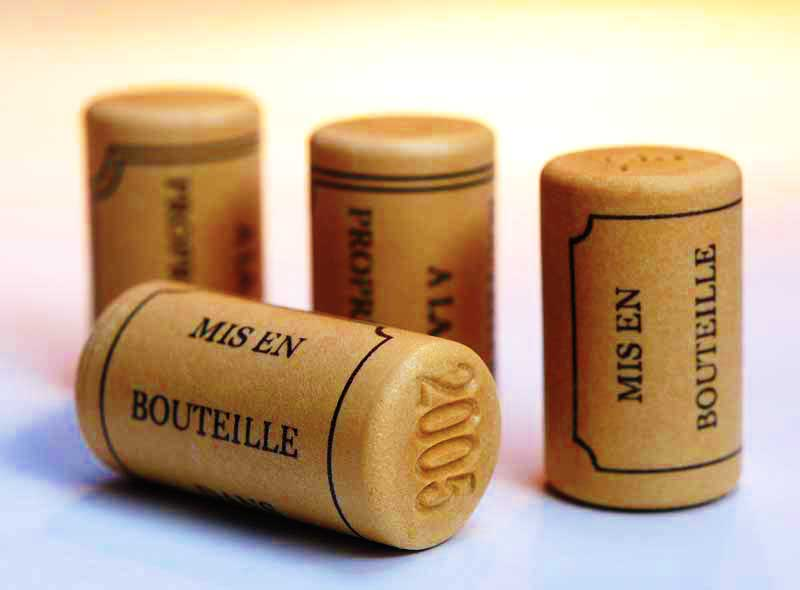
Bouchons synthetiques Vinova

Ces bouchons mixtes sont une dernière évolution des bouchons synthétiques. Ils combinent les avantages de l’extrusion avec une structure mousseuse régulière et de l’injection avec des extrémités fermées. De ce fait ils ont une structure cellulaire homogène, et ils ont des bouts fermés. La partie extrusion garantit la constance des paramètres de fabrication tout au long de la production. Le moulage assure des dimensions précises et un chanfrein.

### Bouchon de type"Ardeaseal"

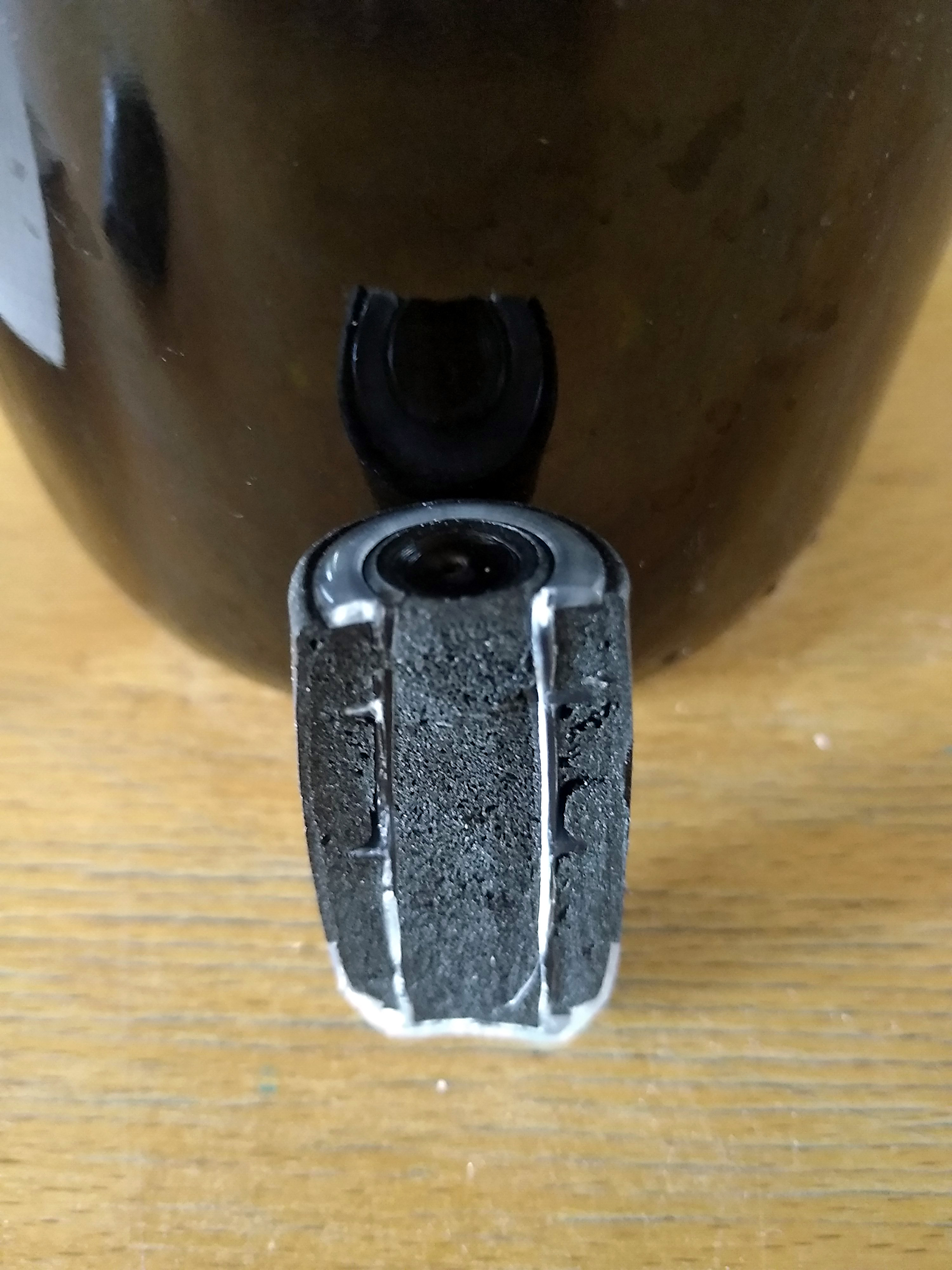
Bouchon Ardeaseal (guala seal) découpé, vu de dessus.

Ce bouchon est composé d'une structure en plastique, autour et dans laquelle est injectée une structure mousseuse, la partie centrale permettant un léger apport en oxygène.

## Autres bouchages
Le vigneron peut utiliser un obturateur alternatif de bouteille de vin (en).

### Bouchon de verre
C'est un cylindre de verre qui assure un bouchage complètement hermétique, cette méthode étant souvent utilisée en chimie. Un anneau d'étanchéité en plastique permet le maintien du bouchon. Il s'appelle « Vini-Lok » et est fabriqués en République Tchèque par la société Preciosa (en).

### Capsule
Certains producteurs abandonnent l'embouteillage par bouchon en faveur de capsules vissées ou capsule couronne pour la bière, des cidres et certains vins pétillants (notamment la deuxième fermentation des champagnes). Les premières capsules vissées avaient une étanchéité faite d'une rondelle de liège.

## Économie

### Production

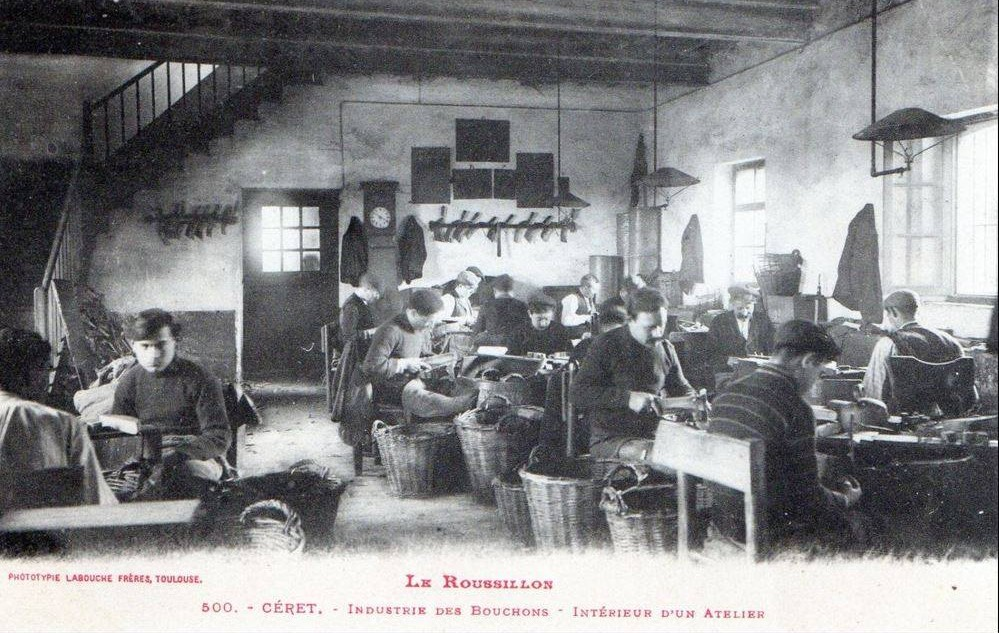
Un atelier de bouchons à Céret au début du XX.

Le principal producteur et exportateur mondial de produits en liège est le Portugal dont l'industrie emploie directement près de 13 000 personnes et 12 000 dans le transport et la récolte saisonnière. Le Portugal produit 50 % du liège dans le monde, devant l'Espagne 30 %.

#### Portugal
Le principal producteur mondial de bouchons de liège (bouchons pour vins tranquilles, vins effervescents et bouchons à tête pour spiritueux) est la société Corticeira Amorim (Portugal, fondée en 1870) qui, avec 3 500 employés et 295 millions d'euros de chiffre d'affaires, détient une part de marché mondiale de 25 %, comme sa part de marché en France (600 millions sur les 2.4 milliards de bouchons de liège). Amorim est en situation de quasi-monopole car elle possède par le biais de participation totale ou majoritaire la plupart des grands société de bouchons (Borassé, Porto Cork, Cork Supply).

#### France
Le principal producteur français de liège technique est la société Diam Bouchage, dont une partie de la production est délocalisée au Portugal, après la reprise d'Oeneo et du groupe Sabaté. Son siège est à Céret dans les Pyrénées-Orientales où cette activité est traditionnelle.
Les bouchonniers français indépendants qui proposent des bouchons de liège naturel comme Laffite Liège, Ducasse et la Société Catalane de Liège (Socali), ou encore Trescases sont des bouchonniers de longue date.

#### Autres
Le bouchonnier Gaud a son siège en Suisse,  Parramon et Vigas en Espagne, sont des bouchonniers artisans indépendants.

### Recyclage
Les bouchons en liège (et en matériaux synthétiques) se recyclent. Le liège recyclé n'est pas utilisé pour la production de nouveaux bouchons mais pour la fabrication de matériaux utilitaires (isolants) ou décoratifs. 
Le recyclage des bouchons synthétiques s'intègre dans la filière de recyclage des bouchons de bouteille en plastique, où opèrent à la fois des industriels et des associations (comme 1 Bouchon : 1 Sourire).

#### Collecte
Il a été estimé en 2019 qu'en Belgique, 400 tonnes de liège ont été jetées à la poubelle et que moins de 7 tonnes ont été recyclées. 
La Fédération française du liège (FFL) propose sur son site web un portail permettant de trouver le point de collecte de bouchons en liège le plus proche de son domicile. 
Des associations se proposent également d'organiser la collecte des bouchons en liège pour les revendre à la FFL. 

#### Isolation
Il existe aussi des collectes directes pour l'isolation de bâtiments privés , des bouchons de liège servent pour isoler toit, murs et planchers. Une fois collectés,  triés, puis expansés et broyés de façon artisanale, le liège est versé dans des caissons.

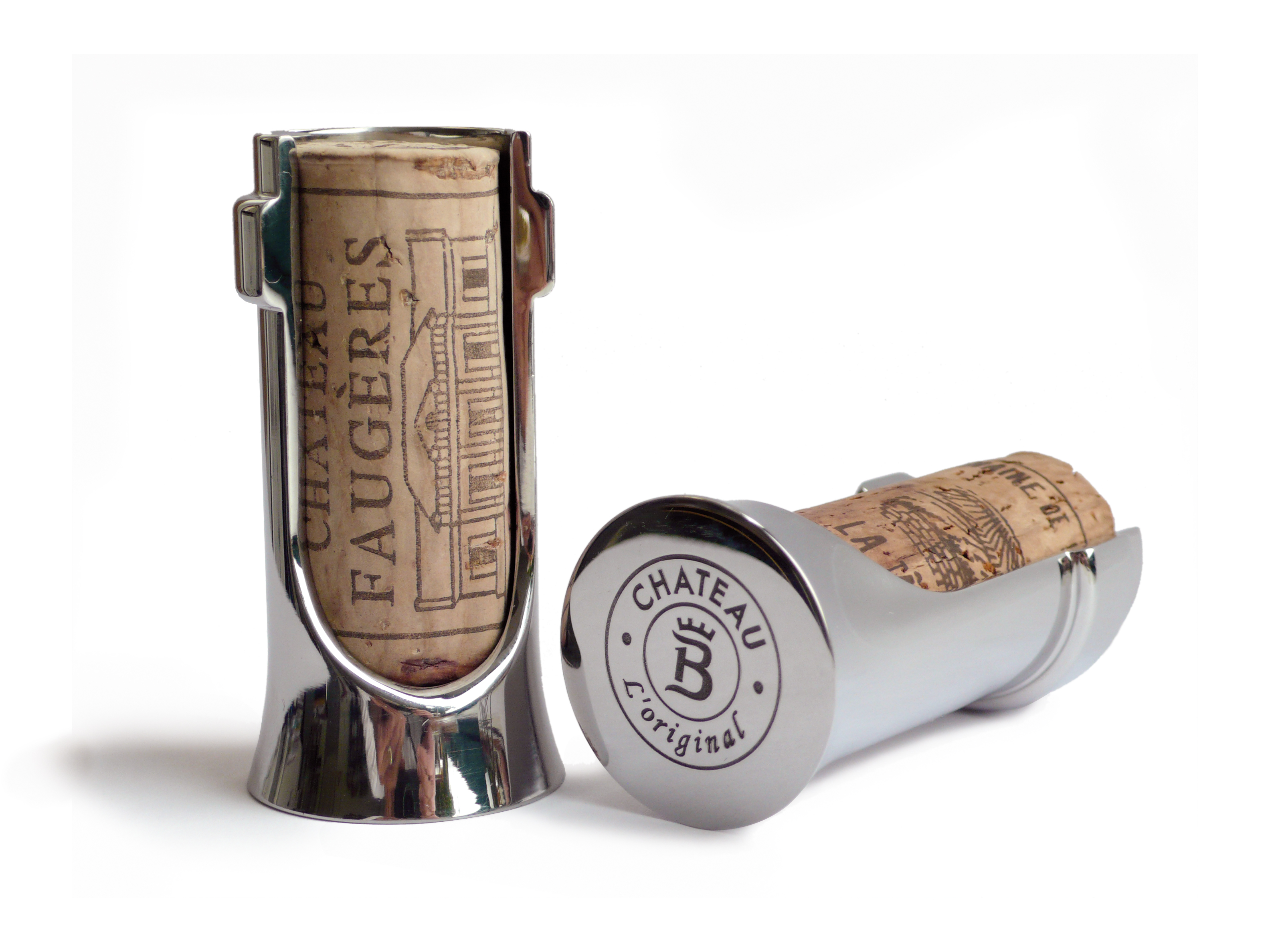
Écrins de Bouchons en inox

## Collection
Les collectionneurs de bouchons se nomment des « buttappœnophiles ». Un « écrin de bouchon » est un objet de luxe permettant à son possesseur de conserver, d'exposer ou d'offrir le bouchon d'une bouteille de vin exceptionnelle.

## Complément et protection du bouchon sur la bouteille
Pour les bouteilles de vin, le goulot et le bouchon sont souvent surmontés d'une protection. 
Celle-ci peut prendre la forme d'une capsule en métal, souvent de l'aluminium ou de l'étain, mais peut également être en plastique, plus économique. La protection peut aussi être assurée par une couche de cire (souvent d'une composition synthétique) recouvrant tout le goulot et le bouchon, ou encore d'une simple pastille de cire ou de plastique apposée sur la partie apparente du bouchon.
En France, cette protection est souvent une capsule CRD, qui combine ainsi la preuve de l'acquittement des droits de consommations sur l'alcool.

## Règlementation
L'union européenne dispose d'une nouvelle réglementation pour réduire le nombre de bouchons abandonnés sur les plages.

« Exigences applicables aux produits
1.   Les États membres veillent à ce que les produits en plastique à usage unique […] qui possèdent des bouchons et des couvercles en plastique ne puissent être mis sur le marché que si leurs bouchons et couvercles restent attachés aux récipients lors de la phase d’utilisation prévue des produits.
2.   Aux fins du présent article, les bouchons et couvercles en métal dotés de scellés en plastique ne sont pas considérés comme étant en plastique.
3.   Au plus tard le 3 octobre 2019, la Commission demande aux organisations européennes de normalisation d’élaborer des normes harmonisées relatives à l’exigence visée au paragraphe 1. […]
4.   À compter de la date de publication au Journal officiel de l’Union européenne des références des normes harmonisées visées au paragraphe 3, les produits en plastique à usage unique visés au paragraphe 1 qui sont conformes à ces normes ou à des parties de celles-ci sont présumés conformes à l’exigence énoncée au paragraphe 1.
[…]
Le 1er janvier 2022 au plus tard, la Commission adopte des actes d’exécution établissant les règles pour le calcul et la vérification des objectifs fixés au premier alinéa du présent paragraphe. […] »

— Directive (UE) 2019/904 du Parlement européen et du Conseil du 5 juin 2019 relative à la réduction de l’incidence de certains produits en plastique sur l’environnement